# Macrocentrum minus
Macrocentrum minus är en tvåhjärtbladig växtart som beskrevs av Henry Allan Gleason. Macrocentrum minus ingår i släktet Macrocentrum och familjen Melastomataceae. Inga underarter finns listade i Catalogue of Life.